# ケイレブ・ストロング
ケイレブ・ストロング（英語: Caleb Strong、1745年1月9日 - 1819年11月7日）は、アメリカ合衆国の弁護士、政治家。1800年から1807年及び1812年から1816年までマサチューセッツ州知事を務めた。

## 生涯
マサチューセッツ湾直轄植民地のノーサンプトンで生まれた。アメリカ独立戦争の間、ノーサンプトンの安全委員会に務めた。1779年にはマサチューセッツ憲法選定会議で代議員となり、翌1780年憲法の草稿作成に貢献、同年には大陸会議代議員に選ばれたが、参加はしなかった。初代のマサチューセッツ知事評議会委員となり、1780年から1789年には邦上院議員となった。
その後ストロングはアメリカ合衆国憲法制定会議の代議員に選ばれた。しかし、妻が病気になったことで、会議での作業が終わる前にマサチューセッツに戻らざるを得ず、最終稿には署名しなかった。ただし、マサチューセッツでの批准会議ではその採択を支持した。
マサチューセッツ州知事就任後は1812年の米英戦争に反対し、その戦争のために州民兵を召集することを拒んだ。ストロングは連邦党員だったが、それでも州民兵の召集権限は州知事にだけありアメリカ合衆国大統領ではないという、州の権限に固執した。この姿勢に加えて、志願兵が足りなかったこともあり、軍指揮官のアンドリュー・ジャクソンやオリバー・ハザード・ペリーは合衆国軍に有色人種の入隊を認めることを余儀なくされた。
1819年にノーサンプトンで死去し、ノーサンプトンのブリッジ・ストリート墓地に埋葬された。
第二次世界大戦中のリバティ船「SSケイレブ・ストロング」はストロングの栄誉を称えて名付けられた。
メイン州ストロングの町はストロングにちなんで名付けられた。オハイオ州ポーテージ郡のストロングスバーグもストロングにちなんで名付けられたが、後にウィンダムに改称された。